# Ranieri di Ugolino

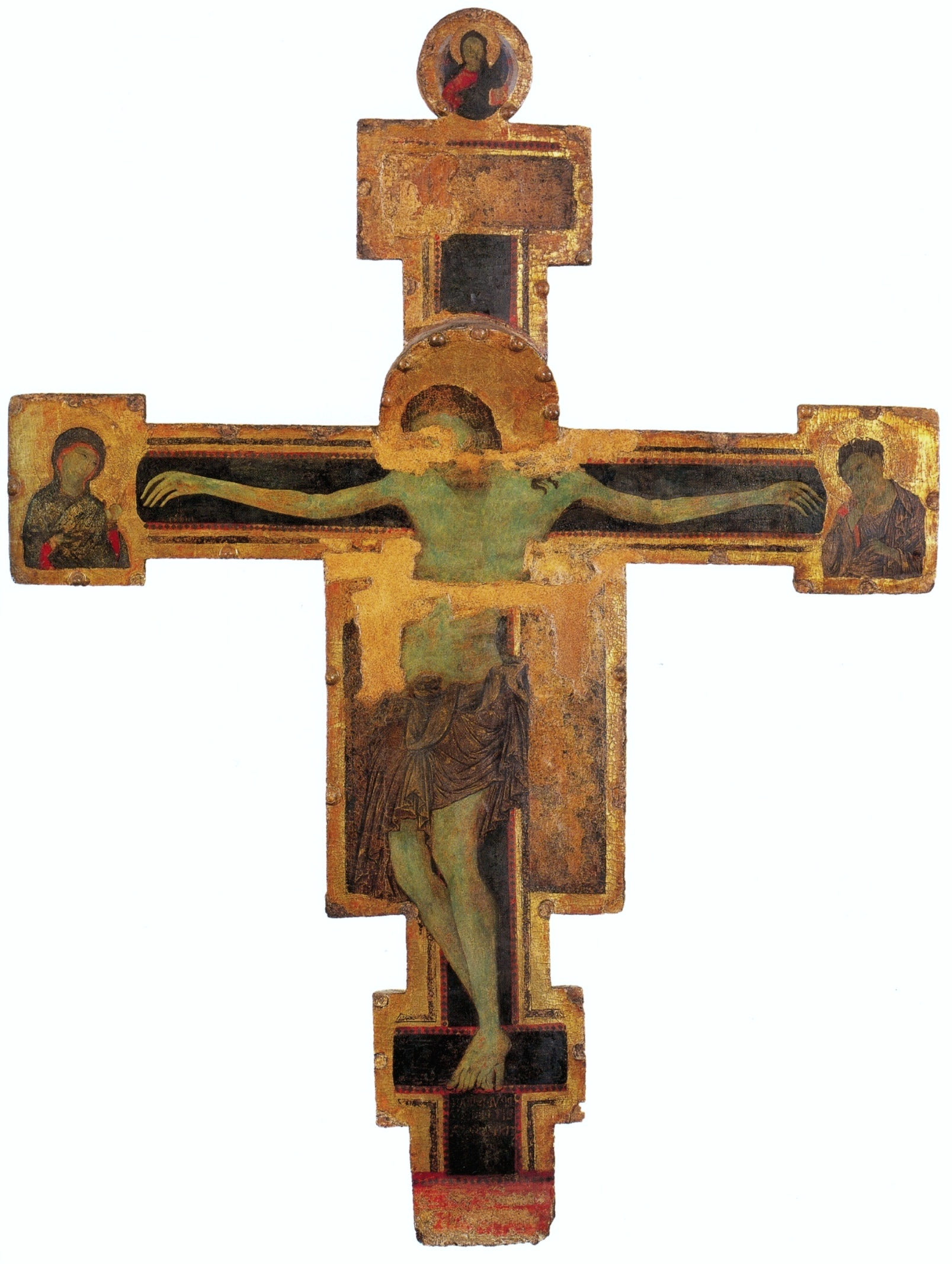

Ranieri di Ugolino (Connu entre 1287 - Pise - ap. 1310) est un peintre italien du gothique tardif de la fin du XIIIe siècle, actif entre 1280 et 1310.

## Biographie
Les informations concernant la biographie de Ranieri di Ugolino di Tedice sont rares.
Ranieri di Ugolino fut actif à Pise dans les dernières décennies du XIIIe siècle.
Le nom « Raynerius » figure sur une inscription d'une croix peinte jadis située à l'Ospedale di Santa Chiara et désormais au musée national San Matteo de Pise. L'identification de Raynerius avec Ranieri, fils d'Ugolino di Tedice et neveu d'Enrico di Tedice est confortée par une série de documents datés de 1287 à 1310 qui attestent que Ranieri di Ugolino, comme son père et son oncle, habitait et probablement comme eux avait son atelier via Santa Maria dans la paroisse San Iacopo degli Speronai.
Les écrits indiquent qu'il était marié avec une dénommée Tora et avait une fille prénommée Cilla et un garçon prénommé Peruccio qui reprit l'activité de son père et probablement l'atelier.

## Œuvres
- Crucifix (1280-1285) musée San Matteo, Pise[2].
- Maestà, retable, musée San Matteo (attribution contestée)